# 1992-es Formula–1 brit nagydíj
A brit nagydíj volt az 1992-es Formula–1 világbajnokság kilencedik futama.

## Futam
Mansell a hazai brit nagydíjon ismét a pole-ból indult Patrese, Senna és Schumacher előtt. Bár a rajtnál Patrese került az élre, Mansell a Hangar egyenesben már vezetett. Brundle kiváló rajtjával a harmadik helyre jött fel, Senna elé. A boxkiállások nem változtattak a sorrenden. Senna az 53. körben kiesett váltóhiba miatt, a következő körben pedig Schumacher megelőzte a motorproblémával küzdő Bergert. Mansell ismét győzött Patrese előtt, a Williams a hatodik kettős győzelmét ünnepelte az évadban. Brundle harmadik, Schumacher negyedik, Berger ötödik, Häkkinen hatodik lett. A verseny vége után a rajongók elözönlötték a pályát, de tragédia nem történt. Mansell 28 futamgyőzelmével megdöntötte Jackie Stewart (27 győzelem) rekordját, ezzel a legsikeresebb brit versenyző lett.
| Helyezés     | #  | Versenyző          | Csapat/Motor          | Futott körök | Idő/Kiesés oka | Rajthely | Pontszám |
| ------------ | -- | ------------------ | --------------------- | ------------ | -------------- | -------- | -------- |
| 1            | 5  | Nigel Mansell      | Williams-Renault      | 59           | 1:25:42,991    | 1        | 10       |
| 2            | 6  | Riccardo Patrese   | Williams-Renault      | 59           | + 39,094       | 2        | 6        |
| 3            | 20 | Martin Brundle     | Benetton-Ford         | 59           | + 48,395       | 6        | 4        |
| 4            | 19 | Michael Schumacher | Benetton-Ford         | 59           | + 53,267       | 4        | 3        |
| 5            | 2  | Gerhard Berger     | McLaren-Honda         | 59           | + 55,795       | 5        | 2        |
| 6            | 11 | Mika Häkkinen      | Lotus-Ford            | 59           | + 1:20,138     | 9        | 1        |
| 7            | 9  | Michele Alboreto   | Footwork-Mugen-Honda  | 58           | + 1 kör        | 12       |          |
| 8            | 26 | Érik Comas         | Ligier-Renault        | 58           | + 1 kör        | 10       |          |
| 9            | 28 | Ivan Capelli       | Ferrari               | 58           | + 1 kör        | 14       |          |
| 10           | 25 | Thierry Boutsen    | Ligier-Renault        | 57           | + 2 kör        | 13       |          |
| 11           | 3  | Olivier Grouillard | Tyrrell-Ilmor         | 57           | + 2 kör        | 20       |          |
| 12           | 10 | Szuzuki Aguri      | Footwork-Mugen-Honda  | 57           | + 2 kör        | 17       |          |
| 13           | 21 | Jyrki Järvilehto   | Dallara-Ferrari       | 57           | + 2 kör        | 19       |          |
| 14           | 15 | Gabriele Tarquini  | Fondmetal-Ford        | 57           | + 2 kör        | 15       |          |
| 15           | 22 | Pierluigi Martini  | Dallara-Ferrari       | 56           | + 3 kör        | 22       |          |
| 16           | 8  | Damon Hill         | Brabham-Judd          | 55           | + 4 kör        | 26       |          |
| 17           | 24 | Gianni Morbidelli  | Minardi-Lamborghini   | 53           | Motorhiba      | 25       |          |
| Kiesett      | 1  | Ayrton Senna       | McLaren-Honda         | 52           | Váltó          | 3        |          |
| Kiesett      | 4  | Andrea de Cesaris  | Tyrrell-Ilmor         | 46           | Kicsúszás      | 18       |          |
| Kiesett      | 27 | Jean Alesi         | Ferrari               | 43           | Mechanika      | 8        |          |
| Kiesett      | 32 | Stefano Modena     | Jordan-Yamaha         | 43           | Motorhiba      | 23       |          |
| Kiesett      | 33 | Maurício Gugelmin  | Jordan-Yamaha         | 37           | Motorhiba      | 24       |          |
| Kiesett      | 29 | Bertrand Gachot    | Larrousse-Lamborghini | 32           | Kerék          | 11       |          |
| Kiesett      | 12 | Johnny Herbert     | Lotus-Ford            | 31           | Erőátvitel     | 7        |          |
| Kiesett      | 16 | Karl Wendlinger    | March-Ilmor           | 27           | Váltó          | 21       |          |
| Kiesett      | 30 | Katajama Ukjó      | Larrousse-Lamborghini | 27           | Erőátvitel     | 16       |          |
| NK           | 23 | Alessandro Zanardi | Minardi-Lamborghini   |              |                |          |          |
| NK           | 17 | Paul Belmondo      | March-Ilmor           |              |                |          |          |
| NK           | 14 | Andrea Chiesa      | Fondmetal-Ford        |              |                |          |          |
| Visszalépett | 7  | Eric van de Poele  | Brabham-Judd          |              |                |          |          |
| NeK          | 34 | Roberto Moreno     | Moda-Judd             |              |                |          |          |
| NeK          | 35 | Perry McCarthy     | Moda-Judd             |              |                |          |          |

## A világbajnokság élmezőnyének állása a verseny után
| H  | Versenyzők         | Pont | H  | Konstruktőrök    | Pont |
| -- | ------------------ | ---- | -- | ---------------- | ---- |
| 1. | Nigel Mansell      | 76   | 1. | Williams-Renault | 116  |
| 2. | Riccardo Patrese   | 40   | 2. | Benetton-Ford    | 42   |
| 3. | Michael Schumacher | 29   | 3. | McLaren-Honda    | 38   |
| 4. | Gerhard Berger     | 20   | 4. | Ferrari          | 13   |
| 5. | Ayrton Senna       | 18   | 5. | Lotus-Ford       | 7    |

## Statisztikák
Vezető helyen:
- Nigel Mansell: 59 (1-59)

Nigel Mansell 28. győzelme, 24. pole-pozíciója, 27. leggyorsabb köre, 5. mesterhármasa (gy, pp, lk)
- Williams 58. győzelme.